# Luttach
Luttach (Italiaans: Lutago) is een plaats (frazione) in de Italiaanse gemeente Ahrntal.
Het aantal inwoners bedroeg 1.143 op 31-12-2022.